# Nomioides
Nomioides is een geslacht van vliesvleugelige insecten van de familie Halictidae.

## Soorten
- N. arabicus Pesenko, 1983
- N. atrekensis Pesenko, 2004
- N. bactriensis Pesenko, 2004
- N. bluethgeni Pesenko, 1979
- N. caspicus Blüthgen, 1934
- N. communis Blüthgen, 1934
- N. curvilineatus (Cameron, 1907)
- N. chalybeatus Blüthgen, 1934
- N. deceptor Saunders, 1908
- N. dubius Blüthgen, 1925
- N. elbanus Blüthgen, 1934
- N. facilis (Smith, 1853)
- N. feai Vachal, 1894
- N. fortunatus Blüthgen, 1937
- N. galeritus Blüthgen, 1933
- N. griswoldi Pesenko & Pauly, 2005
- N. gussakovskiji Blüthgen, 1933
- N. hybridus Blüthgen, 1934
- N. incertus Blüthgen, 1925
- N. ino (Nurse, 1904)
- N. iranellus Pesenko, 1983
- N. kenyensis Pesenko & Pauly, 2005
- N. klausi Pesenko, 1983
- N. lahorensis Blüthgen, 1934
- N. longiceps Blüthgen, 1933
- N. maculiventris (Cameron, 1905)
- N. micheneri Pesenko & Pauly, 2005
- N. minutissimus (Rossi, 1790)
- N. modestus Pesenko, 1977
- N. monticola Pesenko, 1983
- N. mucoreus Blüthgen, 1933
- N. nigriceps Blüthgen, 1933

- N. ornatus Pesenko, 1983
- N. parviceps Morawitz, 1876
- N. patruelis Cockerell, 1919
- N. paulyi Pesenko, 2005
- N. pulcherrimus Blüthgen, 1925
- N. pulverosus Handlirsch, 1888
- N. pusillus Blüthgen, 1925
- N. rotundiceps Handlirsch, 1888
- N. schwarzi Pesenko, 1989
- N. similis Pesenko, 1983
- N. socotranus Blüthgen, 1925
- N. splendidus Blüthgen, 1925
- N. squamiger Saunders, 1908
- N. steinbergi Pesenko, 1983
- N. subornatus Pesenko, 1983
- N. subparviceps Pesenko, 1983
- N. tadzhicus Pesenko, 1983
- N. tobiasi Pesenko, 2004
- N. turanicus Morawitz, 1876